# John Pinette
John Pinette (Boston, 23 maart 1964 – Pittsburgh, 5 april 2014) was een Amerikaans acteur en stand-upkomiek. Zijn omvangrijke gestalte was de voornaamste bron van zijn grappen. Die gaan hoofdzakelijk over de ongemakken die zijn eetlust met zich meebrengen (zoals in de rij moeten wachten op mensen die nog moeten beslissen wat ze willen bestellen) en de ongelukken en misverstanden die ontstaan door zijn postuur (zoals aangezien worden voor een lawine als hij valt tijdens het skiën).
Pinette heeft de volgende komedieshows gemaakt:
- Show Me the Buffet (cd, 1998)
- I Say Nay Nay (dvd, 2005)
- I'm Starvin'! (dvd, 2006)
- Making Lite of Myself (cd, 2007)
- Still Hungry (2011)

Zijn show I'm Starving is ook volledig uitgezonden door Comedy Central.
Pinette stierf op 5 april 2014 aan de gevolgen van een longembolie.

## Acteur
Behalve in het theater was Pinette te zien als acteur in verschillende films en televisieseries. Zo was hij te zien in:

### Films
*Exclusief televisiefilms, tenzij aangegeven
- The Last Godfather (2010) - als Macho
- The Punisher (2004) - als Bumpo
- Do It for Uncle Manny (2002) - als Sammy Levine
- Duets (2000) - als John
- My 5 Wives (2000) - als Stewart
- Simon Sez (1999) - als Micro
- Dear God (1996) - als Junior
- High Tide (1995) - als Bob-O DiBella (twee afleveringen)
- Junior (1994) - als Clerk
- Revenge of the Nerds IV: Nerds in Love (televisiefilm, 1994) - als Trevor Gulf
- Reckless Kelly (1993) - als Sam Delance
- Revenge of the Nerds III: The Next Generation (televisiefilm, 1992) - als Trevor Gulf

### Televisieseries
- Seinfeld (1998) - als Howie (laatste twee afleveringen)
- Parker Lewis Can't Lose (1992-1993) - als Hank Kohler (vijftien afleveringen)
- Vinnie & Bobby (1992) - William Melvin Belli (vijf afleveringen)

- International Standard Name Identifier: 0000 0000 7447 8091
- Library of Congress Control Number: no2010003088
- MusicBrainz: 8e4ad58b-de31-47e0-9a7e-da64a4575858
- Virtual International Authority File: 300897167
- WorldCat: E39PBJmXM6qJ9QVGXRrx6t6Frq